# Silverbäckarna
Silverbäckarna är en bebyggelse i Hille socken i Gävle kommun. Från 2015 avgränsade SCB här en småort. Vid avgränsningen 2020 klassades bebyggelsen som en del av tätorten Trödje.